# Liste der Kulturdenkmale in Kühren
In der Liste der Kulturdenkmale in Kühren sind alle Kulturdenkmale der schleswig-holsteinischen Gemeinde Kühren (Kreis Plön) und ihrer Ortsteile aufgelistet (Stand: 10. März 2025).

## Legende
In den Spalten befinden sich folgende Informationen:
- Objekt-ID: die Nummer des Kulturdenkmales
- Lage: die Adresse des Kulturdenkmales und die geographischen Koordinaten. Kartenansicht, um Koordinaten zu setzen. In der Kartenansicht sind Kulturdenkmale ohne Koordinaten mit einem roten Marker dargestellt und können in der Karte gesetzt werden. Kulturdenkmale ohne Bild sind mit einem blauen Marker gekennzeichnet, Kulturdenkmale mit Bild mit einem grünen Marker.
- Offizielle Bezeichnung: Bezeichnung des Kulturdenkmales
- Beschreibung: die Beschreibung des Kulturdenkmales
- Bild: ein Bild des Kulturdenkmales

## Bauliche Anlagen
| Objekt-ID      | Lage                                           | Offizielle Bezeichnung | Beschreibung | Bild                             |
| -------------- | ---------------------------------------------- | ---------------------- | --- | -------------------------------- |
| 7327 Wikidata  | Bahnhofsweg 6 (54° 11′ 56″ N, 10° 16′ 25″ O)   | Wassermühle            | Die Wassermühle wurde erstmals im Jahr 1435 in einem Kaufvertrag zwischen dem Kloster Preetz und dem Müller Wolmar Rantzow, dem Eigentümer des Gutes Kühren, erwähnt. 1928 wurde die Mühle stillgelegt. Alteintragung (Aktualisierung vorgesehen) - Begründung: Alteintragung (Aktualisierung vorgesehen) - Schutzumfang: Alteintragung (Aktualisierung vorgesehen) - Denkmaltyp: Bauliche Anlage | weitere Fotos \| Fotos hochladen |
| 12679 Wikidata | Kührenermühle 6 (54° 11′ 56″ N, 10° 16′ 25″ O) | Wirtschaftsgebäude     | Alteintragung (Aktualisierung vorgesehen) - Begründung: Alteintragung (Aktualisierung vorgesehen) - Schutzumfang: Alteintragung (Aktualisierung vorgesehen) - Denkmaltyp: Bauliche Anlage | BW                               |

## Quelle
- Liste der Kulturdenkmale in Schleswig-Holstein – Kreis Plön (PDF)